# François-Marie de Broglie (1611-1656)
François-Maurice de Broglie, I conte di Broglie e Revel, marchese di Senonches (Chieri, 1º novembre 1611 – Valencia, 2 luglio 1656), è stato un nobile e militare italiano naturalizzato francese.

## Biografia
Nato in Piemonte, era noto col nome di Francesco Maria di Broglia, conte di Revel, della famiglia dei Broglia di Chieri, prima di essere naturalizzato francese nel 1643. Giunto in Francia, entrò nell'esercito regio col quale combatté nell'ambito della Guerra dei Trent'anni.